# Handelsbanken, Umeå

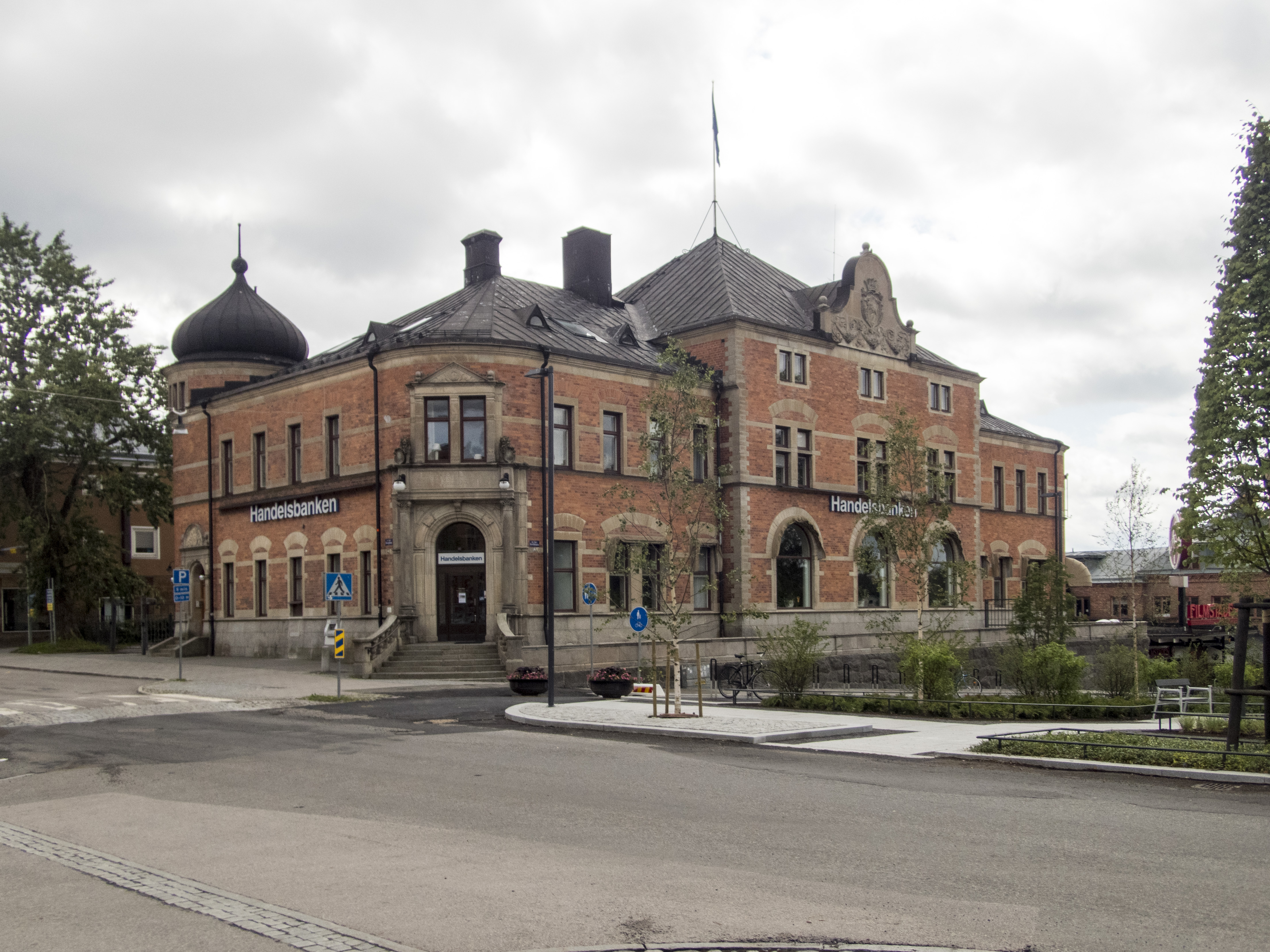
Handelsbanken 2016

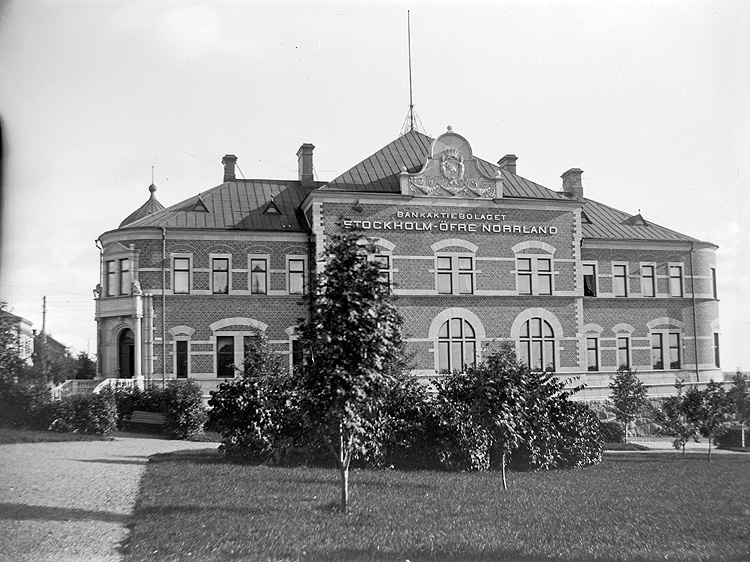
Bankaktiebolaget Stockholm-Öfre Norrlands kontor i Umeå 1902

Handelsbankshuset i Umeå uppfördes 1894 med Ernst Stenhammar som arkitekt efter en  arkitekttävling utlyst 1893. Byggnaden räknas sedan 1981 som byggnadsminne enligt 3 kap Kulturmiljölagen.
Byggnaden uppfördes för Westerbottens enskilda bank som innan dess hade sitt bankhus i den så kallade Smörasken i korsningen Storgatan/Västra Esplanaden. På grund av stadsbranden 1888 fick banken möjlighet att etablera sig i detta mer centrala läge på Storgatan 48 vid östra sidan av Rådhusparken.
Stenhammar gav bankhuset en utformning liknande det närliggande rådhuset med ljusrött tegel med lister och detaljer i ljusgrå natursten. Byggnaden är uppförd i två våningar, vindsvåning och valmat plåttak. Huvudfasaden mot väster markeras med en risalit med hög svängd prydnadsgavel. Runda trapptorn med lökkupolliknande huvar vetter mot byggnadens innergård. Den höga bastionliknande sockeln av grovhuggen granit har bröstvärn av ljus natursten.
"Architecture parlante", det vill säga en talande arkitektur, genomsyrar utformningen av byggnaden. För att bankens kunder skulle känna sig trygga med att lämna ifrån sig sina pengar har bankbyggnaden element som associerar till en försvarsanläggning, med likheter till Vasaslott. Bland annat de rundade hörnen skulle få byggnaden att utstråla soliditet och trygghet.
Westerbottens enskilda banks verksamhet övertogs 1899 och blev Bankaktiebolaget Stockholm-Öfre Norrland. År 1917 fusionerades sedan banken med Stockholms Handelsbank, sedermera Handelsbanken, vilka fortfarande är inhysta i byggnaden.